# Coremacera marginata
Coremacera marginata je vrsta muh iz družine Sciomyzidae, ki je razširjena po večini Evrope in po Bližnjem vzhodu.

## Opis
Odrasle muhe dosežejo dolžino med 7 in 10 mm in se zadržujejo na travnikih in po gozdovih, kjer se hranijo z nektarjem.Ličinke zajedajo različne vrste polžev.
Telo odraslih muh je temno sive barve, sestavljene oči pa so rdečkaste barve z značilnimi progami. Antene so rjavo rumene barve in so usmerjene naprej. Tretji člen anten je poraščen z dlakami, konice pa so bele. Krila so siva ter posuta s sivimi pikami.

## Podvrste
- Coremacera marginata var. marginata  (Fabricius, 1775)
- Coremacera marginata  var. pontica Elberg, 1968

- Coremacera marginata
- Coremacera marginata, glava z antenami